# 熊本電視台
株式會社熊本電視台（日语：／ Terebi Kumamoto */?），通稱熊本電視台，簡稱TKU（Television Kumamoto UHF），是日本的一家以熊本縣為播出地區的電視台，也是熊本縣的第二家民營電視台。熊本電視台開播于1969年4月1日，是富士電視台聯播網FNN及FNS的成員。但在熊本縣民電視台及熊本朝日放送開播前，熊本電視台是同時加入NNN及ANN的跨網台。熊本電視台的呼號為JOZH-DTV，遙控器號碼是8頻道。

## 資本構成
下表列出2020年7月1日時熊本電視台的主要股東:466：
| 資本金  | 發行股份總數 | 股東數 |
| ------- | ------------ | ------ |
| 3億日元 | 600,000股    | 58     |

| 股東         | 持股數    | 比例   |
| ------------ | --------- | ------ |
| 富士媒體控股 | 143,000股 | 25.83% |
| 關西電視台   | 62,000股  | 10.33% |
| 河津悦子     | 43,000股  | 07.17% |
| 西日本新聞社 | 30,000股  | 05.00% |

## 歷史

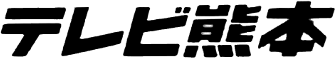
熊本電視台第一代商標

熊本電視台第二代商標

1967年時，日本已有48家民營電視台，但仍有25縣只有一家民營電視台。同年郵政省宣布開放UHF頻段用於播出電視，熊本縣被列入第一批開放設立第二家民營電視台的地區:20。當時熊本縣已有11家公司申請設立民營電視台，包括熊本朝日放送、熊本每日放送、電視熊本放送、熊本電視放送、九州中部放送、熊本電視台、阿蘇放送、九州中央電視、南九州電視、新熊本放送、熊本中央電視台（其中4家是報社相關公司、1家是自民黨相關公司、2家是社會黨相關公司）:21。郵政省因此請求熊本縣廳出面整合這些申請。除了社會黨系的新熊本放送之外，各家公司同意以熊本中央電視台為中心進行統合（新熊本放送在11月亦同意參與）:22-23。1967年11月14日，熊本中央電視台獲得預備執照:23。翌年3月12日，熊本中央電視台舉辦創立總會:25，河津寅雄被選為第一任社長:26-27。在5月18日的股東大會上，熊本中央電視台將公司名改為熊本電視台:28。11月時，熊本電視台從公開徵集的商標候選方案中選擇設計師緒方周一的作品作為第一代商標（緒方也是佐賀電視台第一代商標的設計者）:28。同時熊本電視台在北部町購買土地，用於修建總部大樓:29-30。12月時，熊本電視台邀請東京都各核心局的節目編排負責人前往熊本縣，以決定節目編排。當時多是地方新台的社長前往東京進行交涉，熊本電視台的這一請求極為罕見:33。最後熊本電視台決定以富士電視台節目作為中心，但亦播出部分日本電視台、NET電視台的節目:34-35。
1969年3月15日，熊本電視台開始進行試播:38-39。4月1日早晨8時10分，熊本電視台正式開播:43。同年7月，熊本縣內的UHF訊號接收器普及率為67%；翌年3月，普及率達到79.7%，超過熊本電視台預期:52。在開播之初，熊本電視台即有67%的節目是彩色節目。1970年4月，熊本電視台實現全部聯播節目彩色化；翌年4月，熊本電視台的新聞節目亦全部實現彩色化。1973年後，熊本電視台的自製節目亦開始陸續彩色化:56。在開播之初，熊本電視台的廣告費用標準實際只有熊本放送的約一半:66。但在1976年，熊本電視台的廣告收費標準和熊本放送並駕齊驅:67。熊本電視台開播後在3年內就清零了累積虧損，在同期開播的UHF電視台中屬於較快清零累積虧損的電視台:68。1972年，熊本電視台工會成立:69-70。
1981年，熊本電視台決定修建放送會館以擴充節目製作空間:101。翌年熊本縣第三家民營電視台熊本縣民電視台開播:88-89，熊本電視台因此推出了加強地方新聞等對策，並停止播出日本電視台系列的節目:104。熊本電視台的轉播站數在1983年達80個，成功覆蓋熊本全縣，追平熊本放送和NHK熊本:73。同年4月1日，熊本電視台放送會館正式投入使用:112-114。1983年，憑藉富士電視台的高收視率，熊本電視台首次獲得收視率三冠王:124-126。從1985年至1992年，熊本電視台連續八年獲得收視率三冠王:126。憑藉高收視率，熊本電視台的營業額在1986年超過熊本放送電視部門的營業額，首次獲得熊本縣民營電視台營業額冠軍，並維持這一地位至1998年度:137。這一時期熊本電視台還開設了Living新聞社等子公司，積極促進事業多樣化:138-142。
在開播20週年之際，熊本電視台於1989年啟用了第二代商標:158-159。同年熊本朝日放送開播，熊本縣成為日本第一個擁有四家民營電視台且人口不足200萬人的縣。熊本電視台因此停止播出朝日電視台系列的節目:144-145。熊本電視台在1990年和韓國晉州文化廣播簽訂友好交流協議，擁有了第一個海外友好台:171-173。開播30週年的1999年，熊本電視台啟用了吉祥物「電熊君」（てれくまくん），並對第二代商標進行了小幅調整:212-213。
熊本電視台自2006年12月1日開始播出數位電視訊號，並於2011年7月24日停止播出類比電視訊號。2019年，熊本電視台在開播50週年之際啟用了第三代商標。

## 節目
熊本電視台自開播當天開始就播出自製新聞，播出的第一條地方新聞是熊本水邊動物園開業的新聞:44。開播初期，熊本電視台即持續報道水俁病的實態:45。1984年，熊本電視台開始播出時長30分的大型帶狀地方新聞節目《TKU News Eye》（TKUニュース・アイ）:118-119。現在熊本電視台在傍晚播出的自製帶狀新聞節目是2019年開始播出的《TKU Live News》。
1975年，熊本電視台開始在週六播出自製資訊節目《週六攝影棚 廣角TKU》（土曜スタジオ　ワイドTKU）:79-80。現在熊本電視台在週一至週五上午時段播出的帶狀自製資訊節目是《和英太郎做朋友吧》。
熊本電視台在1978年開始的播出自製音樂節目《週六音樂特集》（サタデーミュージカルスペシャル）獲得過15.6%的高收視率，在青年觀眾中獲得好評:80-81。自1987年開始播出的《青年樂園》是熊本電視台自製的面向年輕觀眾的資訊節目:167-168，也是現在仍在播出的長壽節目。熊本電視台還製作過《肥後路之行》（肥後路を行く）:115-116等紀錄片節目。

## 註释
1. ↑  「三冠」指全日（6:00-24:00）、黃金時間（19:00-22:00）、晚間時段（19:00-23:00）三個時段皆獲得收視率第一。

## 外部連結
- TKU熊本電視台 （页面存档备份，存于）
- TKU熊本電視台的X（前Twitter）
- 熊本電視台的Facebook專頁
- YouTube上的TKUofficial頻道